# Закордонна група української соціал-демократичної робітничої партії
Закордонна група української соціал-демократичної робітничої партії (З.г. У.с.-д.р.п.; у 1920-ті рр. — Закордонний комітет) — група, утворена з членів Української соціал-демократичної робітничої партії, які емігрували через незгоду з політикою Директорії УНР.

## Історія
Члени Української соціал-демократичної робітничої партії спочатку підтримували політику Директорії УНР. Проте Директорія переорієнтувалася на порозуміння з Антантою, після чого ЦК УСДРП 9 лютого 1919 року ухвалила рішення про відкликання з Ради народних міністрів Української Народної Республіки своїх членів, і деякі з них емігрували.
На конференції, скликаній Закордонною групою УСДРП у Відні 9—13 вересня 1919, в якій брали участь Володимир Винниченко, Борис Матюшенко, Петро Дідушок, Микола Порш, Володимир Левинський, Василь Мазуренко, Сергій Вікул та ін., виявилися значні розбіжності в поглядах членів групи щодо можливого устрою української держави: від встановлення радянської форми влади до парламентаризму. На Віденській конференції було заявлено про необхідність виходу соціал-демократів з уряду Української Народної Республіки. Однак члени ЦК УСДРП, які залишалися в Україні, відкинули цю вимогу своїх віденських однопартійців, вважаючи такий крок шкідливим в умовах боротьби з денікінцями (див. Денікіна режим в Україні 1919—1920). Після конференції ліві українські соціал-демократи наприкінці 1919 вийшли із З.г. У.с.-д.р.п. й утворили Закордонну групу Української комуністичної партії.
Після поразки визвольних змагань в Україні на еміграції опинилася нова велика група членів УСДРП. Від початку 1920-х рр. Закордонний комітет УСДРП очолювали Ісаак Мазепа та Панас Феденко. Його лідерами були також Олексій Козловський, Ольгерд-Іполит Бочковський, Борис Матюшенко, Володимир Старосольський, Йосип Безпалко, Микола Ґалаґан. Комітет знаходився в Празі (Чехословаччина).
Закордонний комітет УСДРП разом із закордонною делегацією Української партії соціалістів-революціонерів представляв українську еміграцію в міжнародному житті.
Закордонний комітет УСДРП входив до Соціалістичного робітничого інтернаціоналу (1923), брав участь у його конгресах.
Друковані органи: «Вільна Україна» (Львів), «Соціалістична думка» (Львів–Прага, 1922–23), «Соціал-демократ» (Прага–Подєбради).